# Maurice Desson de Saint-Aignan
Maurice Desson de Saint-Aignan, né le 19 février 1846 à Rouen et mort le 10 mai 1926 à Yvetot, est un homme politique français.

## Biographie
Docteur en droit et propriétaire à Hugleville-en-Caux, il est député de Seine-Maritime de 1881 à 1885, siégeant à droite.
Il habite au no 47 rue de l'Université à Paris dans les années 1900. Il est propriétaire du château de Fréville à Manneville-sur-Risle.
Il meurt à son domicile, rue Carnot à Yvetot. Ses obsèques sont célébrées à l'église d’Étretat.

## Sources
- « Maurice Desson de Saint-Aignan », dans Adolphe Robert et Gaston Cougny, Dictionnaire des parlementaires français, Edgar Bourloton, 1889-1891 [détail de l’édition]